# Markt Rettenbach

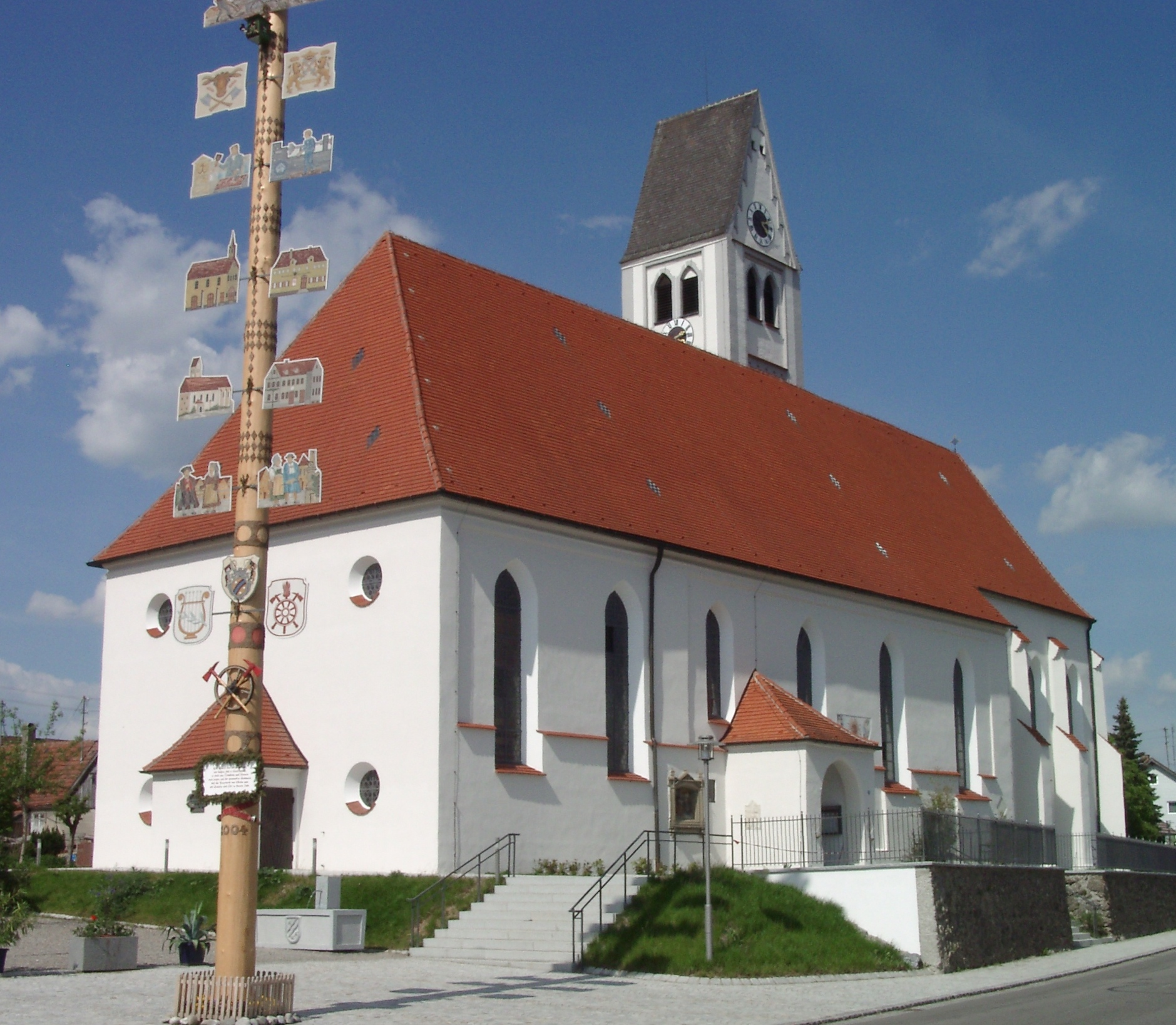
Markt Rettenbach

Markt Rettenbach este o comună-târg din districtul Unterallgäu, regiunea administrativă Schwaben, landul Bavaria, Germania.